# Neusser Straße (Köln)
Die Neusser Straße ist eine 5,3 km lange Ausfallstraße in Köln, die vom Ebertplatz in nördlicher Richtung durch die Stadtteile Neustadt-Nord, Nippes und Weidenpesch bis nach Longerich führt. Als Neusser Landstraße setzt sie sich von dort aus weiter nördlich fort und endet schließlich in Neuss.

Auszug aus dem Stadtplan von Abraham Hogenberg mit der Neusser Straße (rechts; nach 1609)

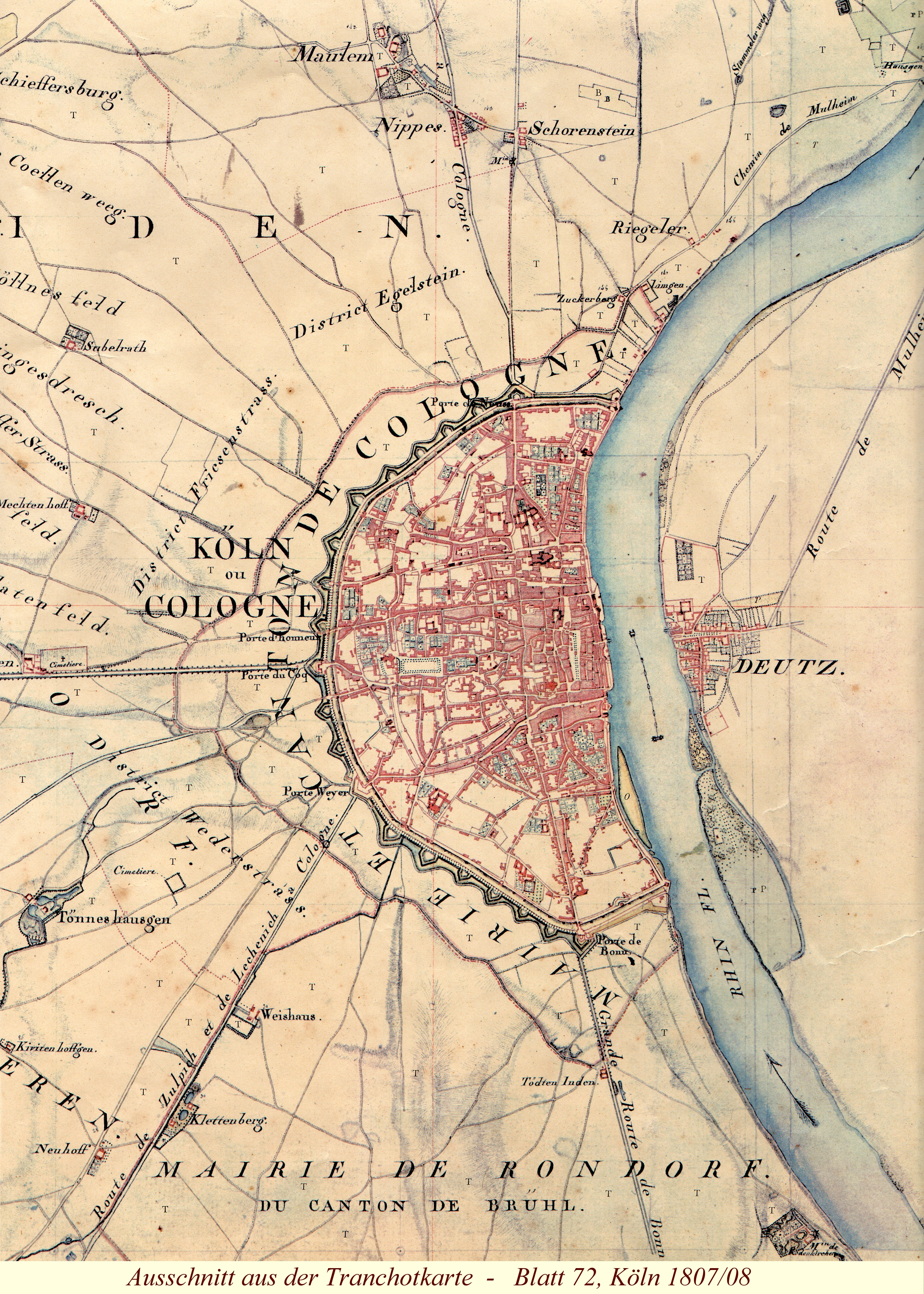
Die „Grande Route de Neuss à Cologne“ auf der Karte von Jean Joseph Tranchot (1807/1808)

Karte des Jean Joseph Tranchot mit der Neusser Straße (1807)

## Entstehungsgeschichte
Die Neusser Straße bestand bereits während der Römerzeit.

### Römerzeit und Mittelalter
Bei den Römern war nicht die Neusser Straße die nördliche Fortsetzung des innerstädtischen Cardo maximus, sondern hauptsächlich die – parallel östlich verlaufende – Niehler Straße; die Neusser Straße wurde nur bei Überschwemmungen des Rheins als Transportweg genutzt. Die alte Römerstraße verlief vom Eigelstein über die Neusser Straße, Agneskirche/Neusser Platz, Niehler Straße, Sebastianstraße, Rheinufer Merkenicher Hauptstraße, Alte Römerstraße, Alte Neusser Landstraße und dann weiter Richtung Neuss.
Der Ausbau der römischen Rheintalstraße erfolgte im Jahre 44 n. Chr., wodurch Truppenverschiebungen reibungsloser stattfinden konnten. Mit dem Bau der Legionslager (Koenen-Lager an der Erftmündung in Neuss) wurde 44 n. Chr. begonnen. Die Römer nannten die heutige Stadt Neuss Novaesium, das mit Köln durch die römische Rheintalstraße verbunden war.
Zwischen Mai und Juli 1236 reiste der geografiekundige Benediktinerabt Albert von Stade zu Pferd auf 72–111 Tagesetappen von Stade nach Rom (Via Romea) und benutzte dabei auf seinem Rückweg die Teilstrecke von Köln bis Neuss („Nuße“) auf der ehemaligen römischen Rheintalstraße, deren Länge er zwischen beiden Orten mit 5 Meilen bezifferte. Für seinen Hinweg über Frankreich benötigte er 111 Etappen, der Rückweg erfolgte in 72 Etappen über den Brenner. In seinen lateinischen Reiseaufzeichnungen „Das Stader Itinerar“ (als fiktiver Dialog verfasst; Veröffentlichung 1240) hinterließ er den nachfolgenden Generationen eine detaillierte Beschreibung des Weges und der Rastrouten.

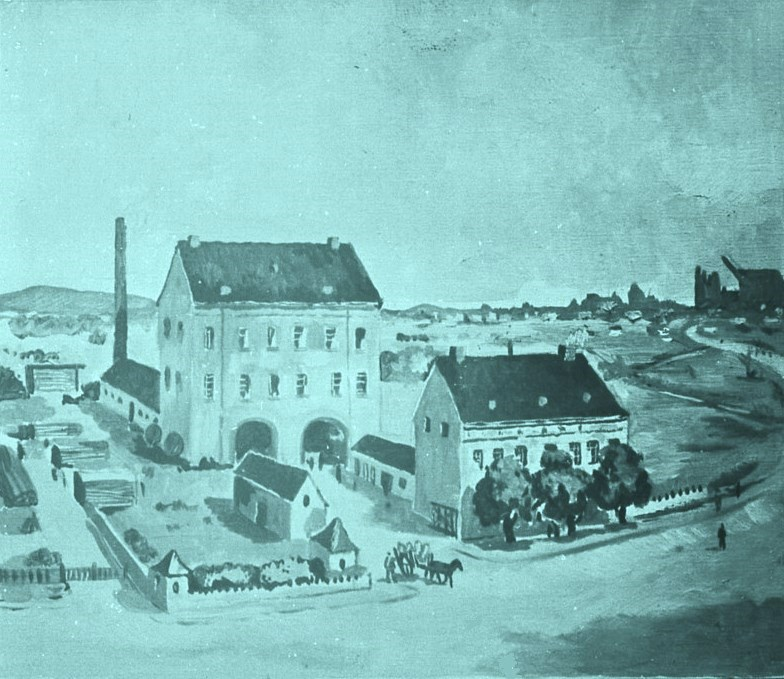
Neusser Straße 182 – Dampfmühlenwerke Heinrich Auer GmbH (um 1860)
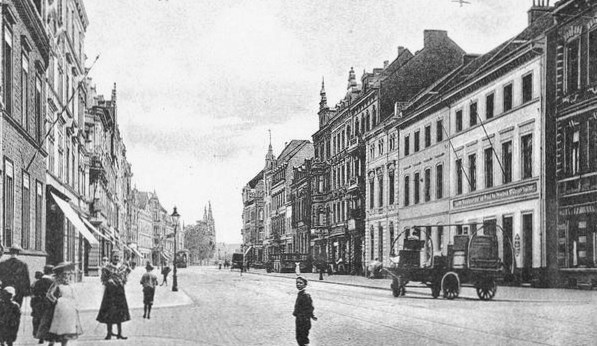
Neusser Straße – Richtung Dom (ca. 1900)
Eigelstein – Blick von der Eigelsteintorburg auf die Neusser Straße in Richtung Agneskirche (um 1901)
Neusser Straße in Richtung St. Agnes (1907)
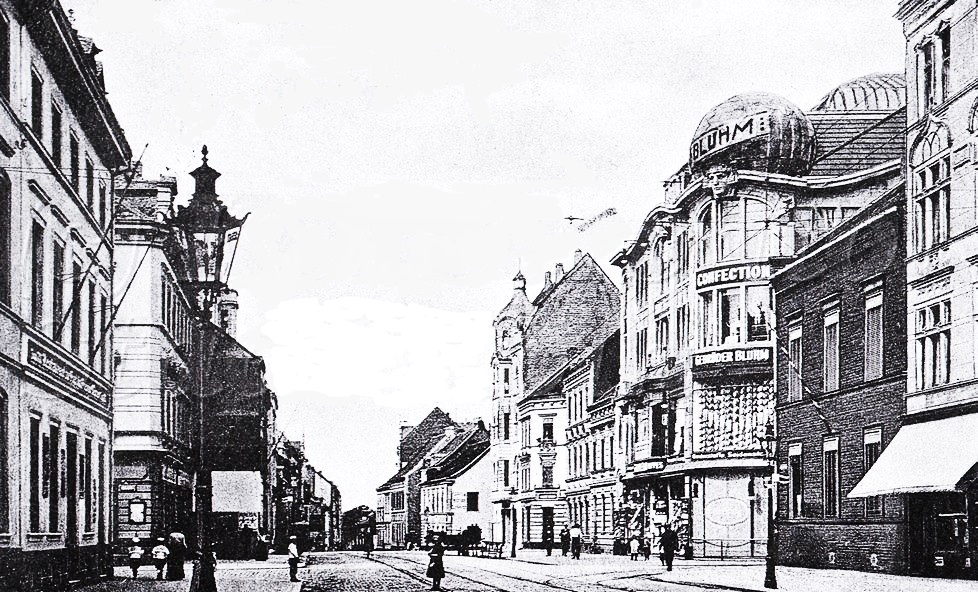
Neusser Straße 242–246, Kaufhaus Gebrüder Bluhm (um 1910)

Die erste Siedlung in Höhe der heutigen Mauenheimer Straße und Florastraße ist urkundlich seit dem Jahre 1549 als „am Nippes“ belegt. Entweder ist die Ortsbezeichnung von „Niep“ für eine feuchte Senke abgeleitet und erinnert daran, dass in diesem Gebiet einst ein Rheinarm verlief und der Untergrund dementsprechend sumpfig war oder „Nepp“ weist auf einen Hügel oder eine kleine Anhöhe hin. Die heutige Neusser Straße ist nach der Stadt Neuss benannt und wurde im Mittelalter erstmals bei dem Dorf Merheim in einer Urkunde von 1382 als „via Nussiensis“ oder „strata Nussiensis“ erwähnt, 1487 in Köln-Feldkassel als „Nuysser straisse“. In der von Arnold Mercator gezeichneten ersten Kölner Stadtansicht von 1570 trägt sie den Namen „Straiß off Nuyß“. Die Schweidkarte „Beschreibung und abris des Collnischen Schweidts, mit seinen Gemercken, Wegen, Scheidungen, ein- und umliegenden dorfferen, heuseren, landen“ von Abraham Hogenberg (nach 1609) bezeichnete sie als „Neysser Stras“. Im Kölner Stadtplan von 1752 ist sie als „Weg nach Nuys“ eingetragen. Beim Kartografen Jean Joseph Tranchot hieß sie 1807 während der Franzosenzeit „Grande Route de Neuss à Cologne“ (Große Straße von Neuss nach Köln).

### Gründerzeit
Seit der im September 1825 in diesem Bereich fertiggestellten äußeren Stadtumwallung entwickelte sich die Neusser Straße zur Torstraße, denn sie führte zum „Neusser Tor“ (Fort X des Festungsrings Köln). Am 4. Dezember 1850 wurde die von Heinrich Auer betriebene Auer-Mühle an der heutigen Neusser Straße 182/Ecke Auerstraße in Betrieb genommen, die 1905 aufgegeben und 1909 abgebrochen wurde. Die Auerstraße wurde 1911 nach dem Getreidemühlenunternehmer Heinrich Auer benannt. Der Apotheker Ignatz Trapp erhielt im November 1869 die Genehmigung zum Bau der Flora-Apotheke in Nr. 192. Im Jahre 1875 gründete der Fabrikant Wilhelm Friedrich Kretzer (* 14. November 1850 in Köln; † 15. April 1903 ebenda) zusammen mit Julius Wirtgen (* 20. Juli 1843 in Koblenz, 10. Januar 1928 in Köln) in Höhe der heutigen Nordstraße 15 die Firma „Kretzer & Wirtgen G.m.b.H.“, die technische Schmiermittel wie Harzprodukte herstellte und nach 1934 liquidiert wurde.
Anfang 1876 ermächtigte der Gemeinderat vom – noch selbständigen – Nippes seinen Bürgermeister, der Einrichtung einer Pferdebahnlinie in Köln-Nippes zuzustimmen. Durch eine Konzession vom 19. Oktober 1876 wurde die Einführung dieser Linien nach Köln durch die Stadtverwaltung Köln genehmigt. Ein Vertrag vom 19. Juli 1882 zwischen der Stadt Köln und dem Betreiber Ernst Hardt & Co. sah unter anderem eine Pferdebahnlinie von der Stadtgrenze über die Neusser Straße und den Eigelstein bis zur Allerheiligenstraße vor. Die letzte Pferdebahn verkehrte von Nippes zur Flora am 22. Mai 1907, als bereits eine weitgehende Elektrifizierung der Bahn erfolgt war. Die elektrische „Querbahn“ fuhr seit dem 31. Dezember 1902 vom Eifelplatz über die Kölner Ringe und die Neusser Straße nach Nippes bis zur Abzweigung Mauenheimer Straße (Linie 10).
Die Baupläne des Kölner Stadtbaumeisters Josef Stübben sahen ab 1880 weiteren Wohnraum im Zuge der Stadterweiterung durch die Arrondierung der Neustadt Nord vor. Wohnviertel für Arbeiter entstanden seitdem zwischen der Neusser Straße und dem Güterbahnhof. Ihren heutigen Namen erhielt sie noch während der laufenden Baumaßnahmen in der Stadtverordnetenversammlung vom 10. Mai 1883.

### Neuzeit
Am 31. Dezember 1902 eröffnete die „Querbahn“ als Pferdebahn („Pädsbahn“) von der Abzweigung Mauenheimer Straße über die Neusser Straße/Eigelsteintor/Eigelstein bis Allerheiligenstraße. Am 22. Mai 1907 begann ein experimenteller Omnibusbetrieb. Während der Nazizeit durfte die Neusser Straße ihren Namen behalten, denn sie erfüllte die Anforderungen eines Runderlasses der Reichsregierung vom Juli 1939, der Straßennamen betraf: „Für Straßen, die nach Nachbargemeinden führen, ist in der Regel der Name der Nachbargemeinde zu wählen“. Im Zweiten Weltkrieg bombardierten Schnellbomber der Royal Air Force auch das Gebiet der Neusser Straße (Riehl, Weidenpesch und Nippes), und zwar mehrfach am 8. Juli 1944 und nochmals am 6., 7., 8., 9. und 28. August 1944. Weitere Luftangriffe, die erneut die Neusser Straße einbezogen, folgten am 14. und 18. Oktober und 27. November 1944. Die verheerende Wirkung kann daran gemessen werden, dass lediglich eine auf das Haus Neusser Straße Nr. 225 fallende Mine auch zugleich die Nachbarhäuser Nr. 219, 221 und 223 zerstörte. Der Zerstörungsgrad im Kölner Norden war besonders hoch. Dabei hat sich die Besonderheit ergeben, dass auf der Ostseite der Neusser Straße viele Gebäude aus der Gründerzeit erhalten blieben, während auf der Westseite ganze Straßenzüge neu errichtet werden mussten. Am besten erhalten ist das Viertel rund um den Neusser Platz. Auf der Ostseite der Neusser Straße dominieren weiterhin vier- bis fünfstöckige Bauten aus der Gründerzeit, da dieser Teil der Geschäftsstraße nur unterdurchschnittlich zerstört wurde.
Auf der Neusser Straße befanden sich viele Kinos, die heute nicht mehr existieren. Der Tivoli (Nr. 216) war mit 700 Plätzen das größte und eröffnete 1922, es folgten nach der Zahl der Sitzplätze Filmburg Nippes (Nr. 264) 536 Plätze (1928), Viktoria (Nr. 338) 499 Plätze (1946), das Park-Theater (Nr. 592) 401 Plätze (1951) oder das Biophon (Nr. 265) mit 195 Plätzen (vor 1919).

## Bauwerke

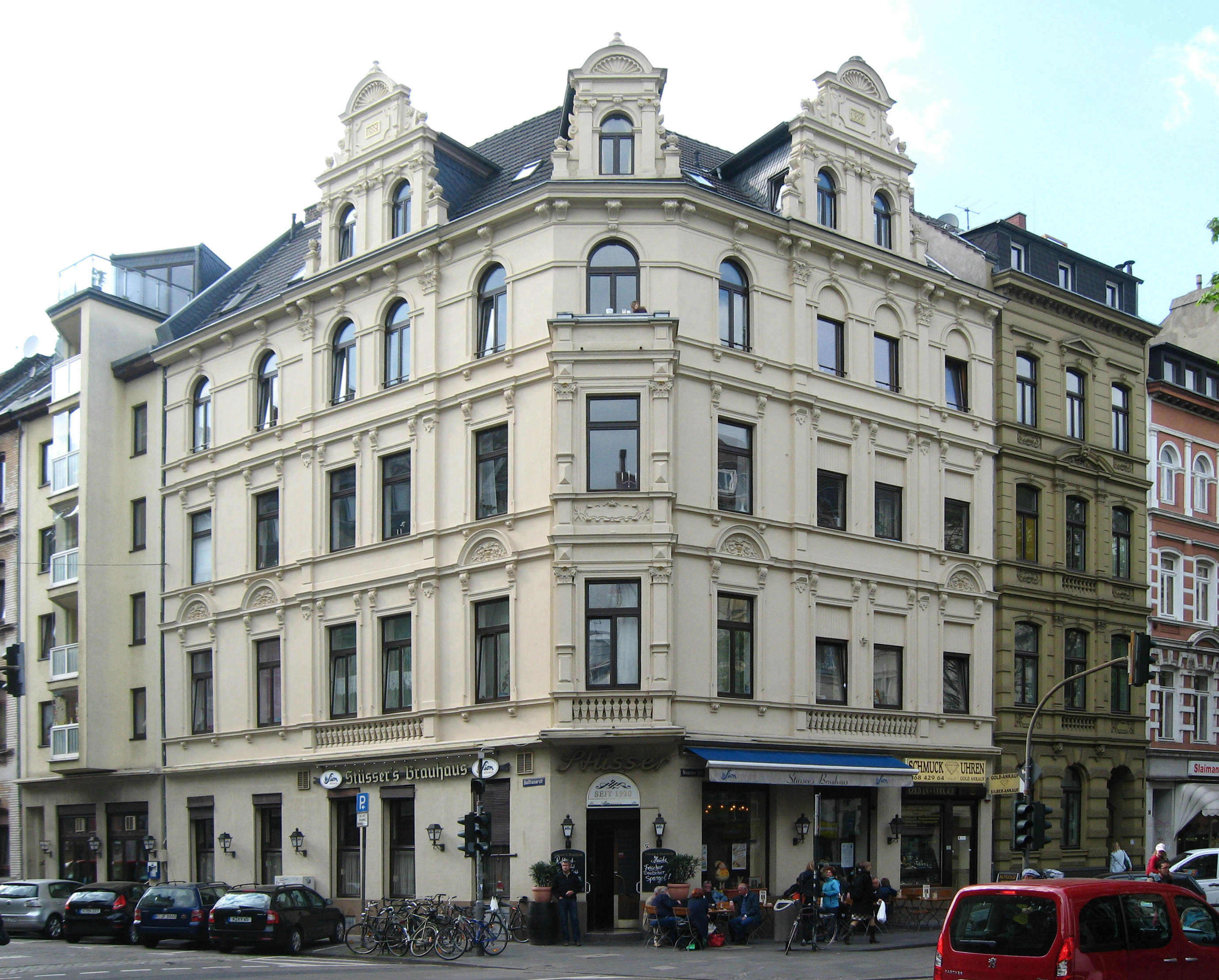
Neusser Straße 47

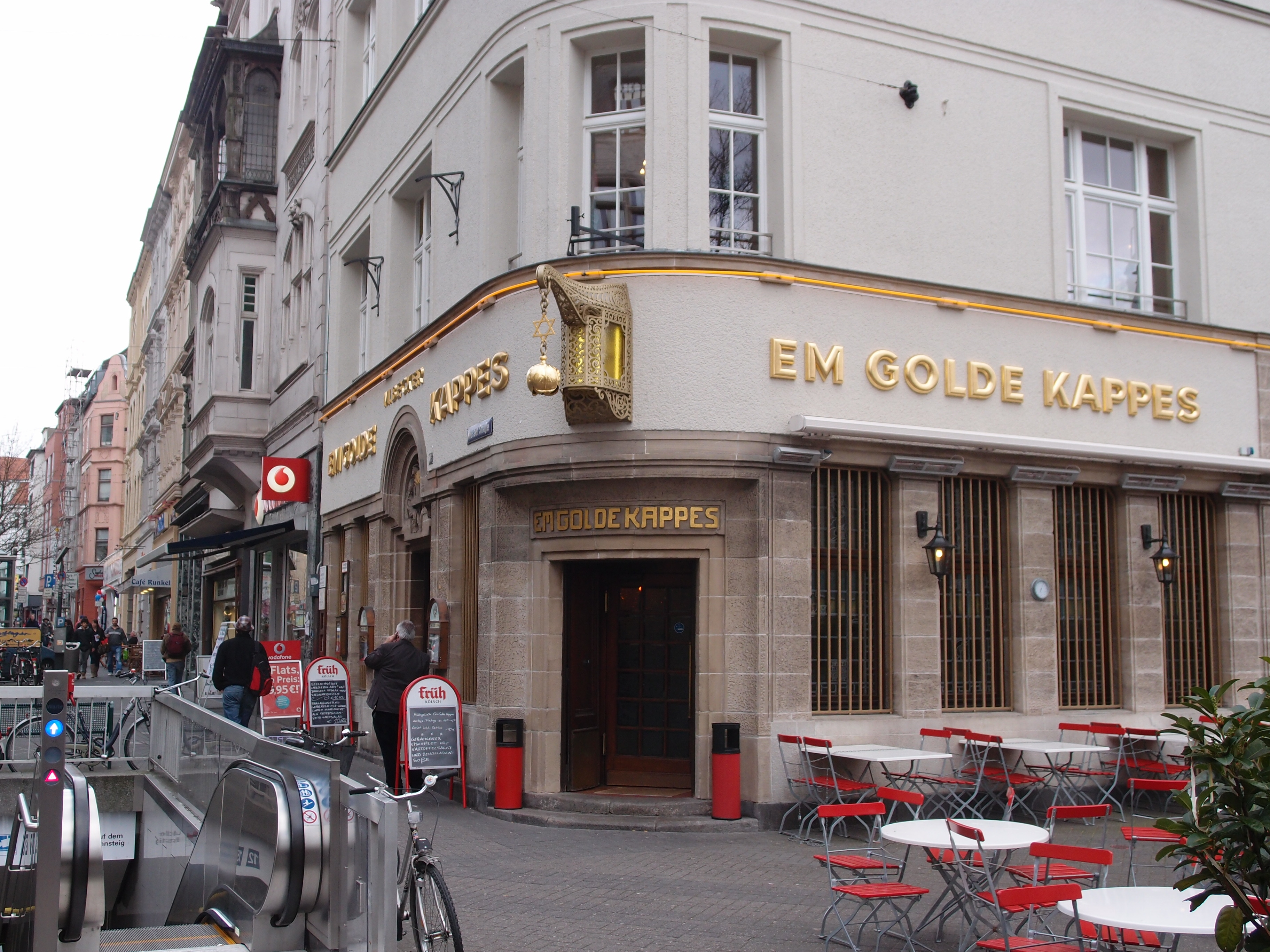
Neusser Straße 295 – Em Golde Kappes

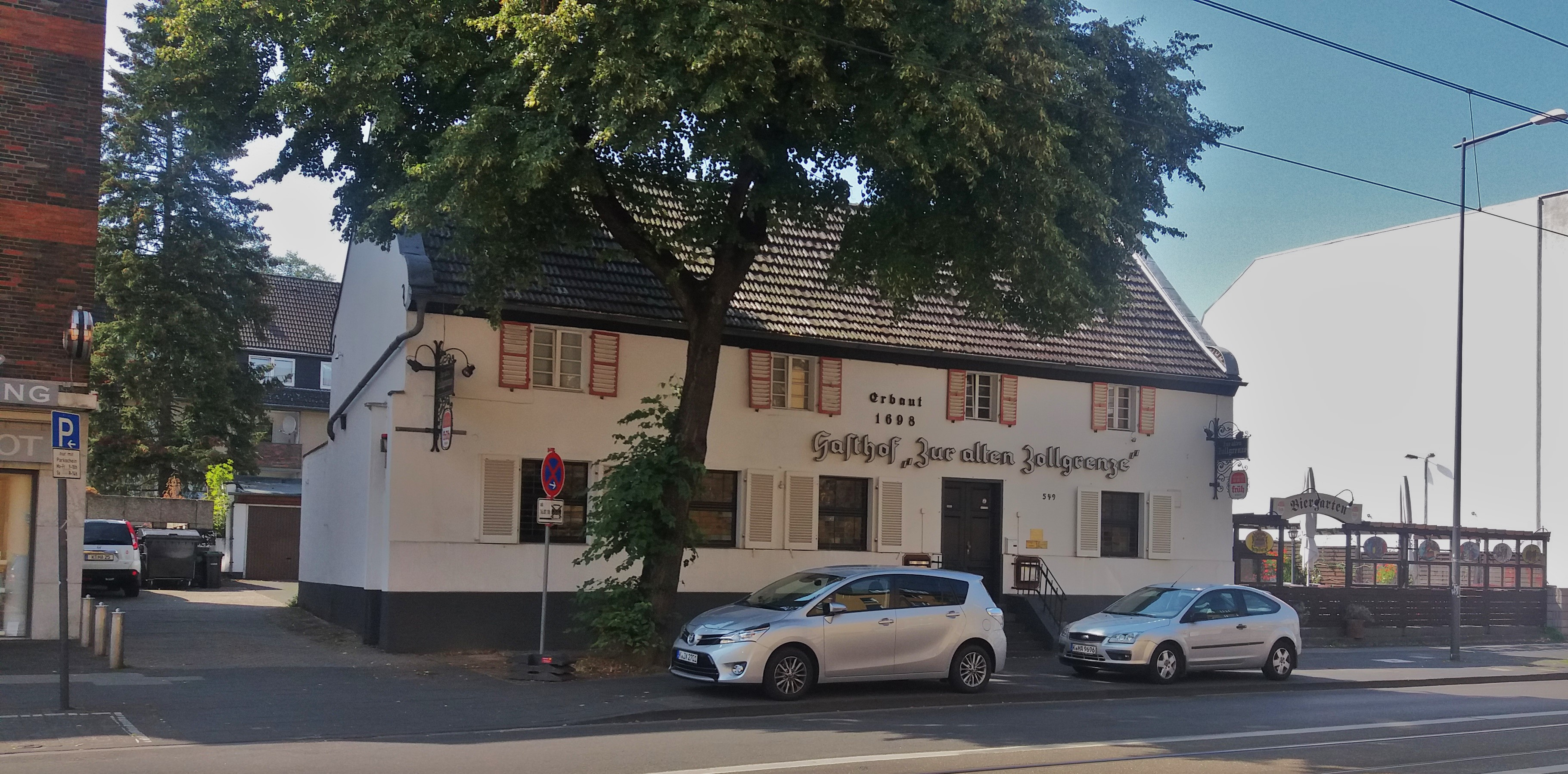
Neusser Straße 549 – Gasthof Zur alten Zollgrenze in Weidenpesch

Da es bis zur Mitte des 19. Jahrhunderts bis auf das Dorf Merheim (das heutige Weidenpesch) entlang der Neusser Straße nur vereinzelte Gehöfte gab, sind historische Bauten relativ selten. Die Bebauung des Agnesviertels und des daran anschließenden Stadtteils Nippes begann größtenteils erst in der Gründerzeit, der nördlich folgende Stadtteil Weidenpesch wurde überwiegend im 20. Jahrhundert bebaut.
Einzige, direkt an der Neusser Straße gelegene Kirche ist St. Agnes, die dem umliegenden Viertel seinen Namen gab. Sie wurde im Oktober 1903 vollendet. Die „Alhambra“ bildet den Kern eines nach 1903 streng symmetrisch gestalteten Senkgartens mit einem Brunnen von Karl Foerster inmitten der hier die Neusser Straße säumenden Grünanlage des inneren Grüngürtels („Nippeser Schweiz“). Seit 1920 besteht in dem Gründerzeit haus in der Neusser Straße 47 das Brauhaus Stüsser. Die Jugendverkehrsschule Köln in Nr. 164 eröffnete im Juni 1957 mit einer Fläche von 6000 m² und trainiert jährlich maximal 20000 Kinder. Die Gaststätte „Zum Kornbrenner“ (Nr. 171) ist seit 1874 belegt (damals Neusser Straße Nr. 1) und befindet sich seit 1892 an heutiger Adresse. Die größten Verkaufsflächen weisen mit 5.500 m² die Galeria-Filiale (Nr. 242–244) auf, gefolgt von der Rewe Group mit 800 m² (Nr. 206). An der Stelle des heutigen Galeria-Warenhauses besaßen seit 1904 in Nr. 242–246 die jüdischen Gebrüder Julius und Eduard Bluhm das Warenhaus „Gebrüder Bluhm“ mit einer auf dem Dach befindlichen markanten Weltkugel, das am 10. Oktober 1927 von der Leonhard Tietz AG übernommen wurde. Bomben zerstörten 1941 die 3. und 4. Etage, der provisorische Weiterverkauf begann im Herbst 1945 unter dem Namen Kaufhof AG. Der Neubau eines lediglich zweigeschossigen Hauses eröffnete am 23. September 1954. Nach siebenmonatiger Umbauzeit und einem Geschoss mehr fand am 30. Oktober 1962 die Wiedereröffnung statt, Gast Willy Millowitsch übergab den symbolischen Schlüssel. Mit lediglich 5.500 m² Verkaufsfläche gehört diese Filiale zu den 10 kleinsten Kaufhof-Filialen in Deutschland.
Der „Nippes-Tower“ (Nr. 284–286; aus 1976 wird seit der Vermarktung 2003 als Eigentumswohnungsanlage so genannt) ist ein 15-geschossiger Hochbau, der die Nachbarbebauung deutlich überragt. Die Grinköpfe an Nr. 293 sind gut erhaltene Elemente des Bauschmucks der Gründerzeit. Die Kölschkneipe Em Golde Kappes (Nr. 295) ist überregional bekannt und wurde am 30. August 1913 vom Nippeser Wirt Matthias Becker eröffnet. Er bat in einer Anzeige „um gütigen Zuspruch“ bei der Eröffnung des „obergärigen Bierhauses“. Streng genommen liegt das im Dezember 1999 eröffnete Bezirksrathaus Nippes (Nr. 450) bereits im Stadtteil Weidenpesch. Im Jahre 1698 eröffnete das heute noch erhaltene Gasthaus „Zur alten Zollgrenze“ (Nr. 549) und ist damit eines der ältesten Wirtshäuser der Stadt. Es liegt an der ehemaligen Stadtgrenze der Stadt Köln. Zahlreiche Wohn- und Geschäftshäuser stehen unter Denkmalschutz (siehe Liste der Baudenkmäler im Kölner Stadtteil Nippes).
Noch 1987 gehörte die Straße mit etwa 180 Geschäften und Dienstleistungseinrichtungen zu den größten Subzentren Kölns. Doch ließ sich in der Folgezeit die Schließung vieler Fachgeschäfte nicht vermeiden. Im Rahmen des Stadtentwicklungsprojekts Smart City wurde ein Teilabschnitt der Neusser Straße im Januar 2013 zur ersten „Klimastraße“ der Stadt ernannt und Energiesparprojekte initiiert.

## Bedeutung
Die Neusser Straße gehört neben Aachener, Luxemburger und Bonner Straße zu den vier großen Ausfallstraßen, an denen früher die Nekropole der Stadt lagen. Als Ausfallstraße dient sie dem Pendlerverkehr zwischen der Innenstadt und den nördlichen und nordwestlichen Kölner Stadtbezirken. Sie ist eine der drei, von noch bestehenden Torburgen ausgehenden Ausfallstraßen Kölns. Trotz ihrer beachtlichen Länge von 5,3 km ist sie nicht die längste Straße der Stadt. Die längste Straße von Köln ist die Militärringstraße mit 21 km, die Aachener Straße misst vom Hohenzollernring bis zur Stadtgrenze in Köln-Weiden 8,7 km, die sie kreuzende Innere Kanalstraße ist mit 4,7 km kürzer.
Im Stadtteil Köln-Nippes ist die Neusser Straße eine enge Hauptverkehrs- und Einkaufsstraße. Wichtige, in die Neusser Straße einmündende oder kreuzende Straßen sind die Innere Kanalstraße, Kempener Straße, Florastraße, Niehler Kirchweg, der im Bereich der Neusser Straße noch nicht fertiggestellte Kölner Gürtel mit der Überführung der Hochbahn, Friedrich-Karl-Straße, Scheibenstraße/Kapuzinerstraße und Wilhelm-Sollmann-Straße. Als zentrale Achse in der Neustadt-Nord ist sie die wichtigste Ausfallstraße und das Einkaufszentrum der Region. Die Neusser Straße bildet das Zentrum für das Agnesviertel sowie die Stadtteile Nippes und Weidenpesch.

## Lage
Die Neusser Straße beginnt am Ebertplatz und führt durch das Agnesviertel, Köln-Nippes, Köln-Weidenpesch und am Rand von Köln-Longerich bis zur Militärringstraße. Ab dort führt sie als Neusser Landstraße bis zur Stadtgrenze in Köln-Worringen. Über Dormagen, wo sie zunächst Kölner Straße, später dann Krefelder Straße heißt, erreicht sie schließlich Neuss. Durch die Neusser Straße werden die Stadtteile Nippes und Weidenpesch in je etwa zwei gleich große Gebiete aufgeteilt.
Seit dem 25. August 1974 fährt die Straßenbahn unterirdisch bis zur Mollwitzstraße mit den Haltestellen U-Bahnhof Ebertplatz, U-Bahnhof Lohsestraße, U-Bahnhof Florastraße und U-Bahnhof Neusser Straße/Gürtel. Bis auf die kurze Strecke in der neu errichteten Trabantenstadt Chorweiler war dies die erste Tunnelstrecke außerhalb der Kölner Innenstadt. Grund war, dass die Strecke in den linksrheinischen Kölner Norden damals der am stärksten frequentierte Streckenabschnitt des ganzen Netzes außerhalb des Zentrums war. Die verkehrsunabhängige Trassenführung hat einerseits zu einer Fahrtzeitverkürzung für die Benutzer des ÖPNV geführt und andererseits den oberirdischen Fahrzeugverkehr auf der Neusser Straße entzerrt. Um eine möglichst große Fahrzeitverkürzung aus dem Kölner Norden zu erreichen, wurden unter der Neusser Straße größere Haltestellenabstände gewählt – jedoch um den Preis einer schlechteren Erschließungswirkung. Im Vergleich zur vorherigen Straßenbahn fielen die beiden Haltestellen Agneskirche und Simonskaul weg. Aus Kostengründen konnte der Tunnel jedoch nur bis zur Haltestelle Mollwitzstraße geführt werden. Ursprünglich war eine unterirdische Führung bis zur Wilhelm-Sollmann-Straße vorgesehen, wo sich die Bahnstrecke in zwei Äste teilt. Daher ist die jetzige Tunnelrampe als provisorische Rampe angelegt, die einen künftigen Weiterbau erleichtert. Der viergleisige Bahnhof am Ebertplatz ermöglicht die Fahrt auf die Kölner Ringe und zum Hauptbahnhof, wobei derzeit im Linienverkehr die Züge auf die Ringestrecke abbiegen und zum Zentrum rund um Hauptbahnhof und Neumarkt umgestiegen werden muss.
Die Bundesstraße 9 () wird über die Kölner Ringe von Süden kommend ab Ebertplatz über die Neusser Straße und ihre nördliche Verlängerung (Neusser Landstraße) aus der Stadt geführt.